# Språkskatt
Med språkskatt menas i nationalekonomiska och språkpolitiska sammanhang en finansiell ersättning som är tänkt att betalas av länder eller språkgemenskaper som kompensation för den ekonomiska nytta som de har av att andra lär sig deras språk och använder dem. Språkskatten är tänkt att kompensera de språkgemenskaper vars språk används i mindre utsträckning för de större kostnader som de har för språkundervisning och översättning och, om fullständig rättvisa eftersträvs, även för den tid som går åt för inlärningen av främmande språk och för den ökade ansträngning som deras användning innebär. 
Någon finansiell ersättning av detta slag förekommer inte för närvarande, utan medlemmarna av de större språkgemenskaperna, i global skala främst de engelskspråkiga, delar på frukterna av de andras mödor utan att behöva göra rätt för sig. Problemet skulle kunna lösas på ett globalekonomiskt fördelaktigt sätt genom användandet av ett lättlärt och lättanvänt konstruerat internationellt hjälpspråk. Med en språkskatt skulle man i princip kunna åstadkomma samma rättvisa, även om användandet av nationella språk för mellanfolklig kommunikation globalt sett är mera mödosam. 
Alternativet ’’språkskatt’’ har föreslagits ett flertal gånger, bland andra av den US-amerikanske politologen Jonathan Pool , som främst tänkte på undervisningskostnaderna och av den belgiske filosofen och ekonomen Philippe Van Parijs , som påpekade att hela kostnaden för andraspråksbruket bör tas med i beräkningen. 
Den schweiziske nationalekonomen François Grin använde begreppet impôt linguistique ’språkskatt’ i omvänd bemärkelse. Enligt Grins resonemang betalar de språkgemenskaper vars språk används i mindre utsträckning en skatt i form av obetalt arbete till dem vars språk används i större utsträckning. Grin beräknade att Storbritannien i en jämförelse med Frankrike varje år besparas ca. 6 miljarder euro i undervisningskostnader på grund av engelskans förhärskande ställning. På liknande sätt talar det italienska radikala partiet Partito Radicale om en tassa inglese ’engelskskatt’. 